# Козьмины
Фамилия Козьминых относится к Древне Русскому дворянский роду, имеет свой родословный герб, официально занесена в VI часть Бархатной родословной книги знатных боярских и дворянских фамилий Ярославской губернии.

## История рода
По опричнине, дьяк Истома Козьмин (1567) и новгородский подьячий Владимир Козьмин (1569), погибли в бою с турками на переволоке между Доном и Волгой, их имина внесены в синодик Архангельского Кремлёвского собора на вечное поминовение. Также, опричниками Ивана Грозного числились: Василий, Григорий, Иван, Ларион, Никита, Анисим, Паня, Сорока, Фёдор и Олег Козьмины (1573). Перепись Обонежской пятины удостоился производить Тимофей Козьмин (1582).
Дворянин Козминых Козма Корнилов, (1641) по ввозной грамоте Великого Государя Царя и Великого Князя Михаила Фёдоровича, за службу вышеупомянутых предков был жалован поместьем.
Потомки рода Козьминых служили Российскому Престолу и владели деревнями, что подтверждено в определении Ярославского Дворянского Депутатского Собрания.

## Описание герба
Щит разделён горизонтально на два поля: верхнее голубое и нижнее золотое. Сверху изображено два чёрных орлиных крыла и между ними золотой крест, а снизу выходящая из облака обнажённая рука с мечом. Щит увенчан дворянским шлемом и короной. Сквозь корону крестообразно положены две шпаги остриями вверх и над оными находятся три золотых шестиугольных звезды. Намёт на щите голубой, подложен золотом.

## Известные представители
- Козьмин Василий (Короваев) — воевода в Казани (1602).
- Козьмин Парфений (Парфён) — дьяк, воевода в Чебоксарах (1615—1618).
- Козмин Степан — стольник, воевода в Ржеве (1624).
- Козьмин Вьялица — подьячий Аптекарского приказа (1625).
- Козьмин Дмитрий Фёдорович — стряпчий с платьем (1625), стольник (1629—1640).
- Козьмин Андрей Степанович — стольник патриарха Филарета (1629), стольник (1636—1640), московский дворянин (1658).
- Козьмин Тимофей — подьячий, воевода в Устюге-Великом (1652—1654).
- Козмин Иван — стряпчий (1658—1676), стряпчий с ключом (1676), московский дворянин (1677).
- Козьмин Семён — подьячий, воевода в Рославле (1665).
- Козьмин Фёдор Иванович — стольник (1671), стольник царицы Натальи Кирилловны (1680—1692), стольник (1692).
- Козмин Иван — воевода в Соликамске (1676).
- Козьмин Тимофей Исаакович — дьяк, воевода в Новгороде-Великом (1678—1680)[5].
- Козьмины: Василий и Епифан Семёновичи, Ермолай Евтифеевич, Иван Васильевич, Иван Степанович, Никифор и Пётр Павловичи, Осип Васильевич, Осип Иванович, Фёдор Андреевич — стряпчие (1640—1692).
- Козьмины: Василий Иванович, Иван Степанович, Иван Тимофеевич, — стольники (1680—1692).
- Козьмины: Игнатий Прокофьевич, Козьма Истомин, Павел Борисович, Прокофий Григорьевич, Семён Афанасьевич, Фёдор Семёнович — московские дворяне (1658—1692)[6].
- Козмин, Сергей Матвеевич (1723—1788) — статс-секретарь Екатерины II, тайный советник.